# Adrián Navarro
Adrián Navarro (Buenos Aires, 24 ottobre 1969) è un attore argentino.

## Biografia
Figlio di una ex attrice di telenovelas e di un tassista è il più grande di tre fratelli. Fino ai sette anni ha vissuto a La Matanza, nel quartiere Oro Verde. Iniziò a studiare teatro all'età di 14 anni. Ha iniziato la sua carriera da oltre 20 anni ma ha raggiunto il suo massimo livello di fama negli anni intorno al 2000. Ha trovato la sua vocazione nel 1984, quando iniziò i suoi studi con Horacio Ranieri nel 1992 e continuò fino al 1995 con la professoressa Beatriz Matar e da allora e anche ora continua con Agustin Alezzo.
Fin da piccolo ha avuto una passione particolare per la recitazione ma ha dovuto aspettare parecchi anni prima di poter vivere di questa professione; precedentemente ha fatto diversi lavori per vivere e mantenere la sua famiglia: ha lavorato come cameriere, autista, fotografo, venditore ambulante. All'età di 33 anni arriva la svolta che gli permette di invertire la situazione e lo consacra definitivamente come attore a tutto tondo: nel 2004 viene infatti scelto dal regista Hector Olivera come protagonista del film per il cinema Ay Juancito dove interpreta magistralmente Juan Duarte, fratello di Evita Perón; con questa interpretazione ottiene diversi riconoscimenti vince infatti il premio "Condor de Plata" come miglior rivelazione maschile e ottiene anche il premio al miglior attore al festival del cinema di El Cairo. Da allora prosegue un'intensa attività cinematografica ha preso parte con ruoli importanti a diversi film per il cinema tra questi: Ciudad en Celo, Solos, El Amor y La Ciudad il già citato Ay Juancito, Que parezca un accidente. Il 27 ottobre 2011 è uscito in Argentina il suo ultimo film La patria Equivocada di cui è il protagonista.
Ha preso parte a diverse produzioni teatrali: La Pecera, Historias Exageradas, Somos Así, La Parte, Incompletos, Tres Viejas Plumas, Por tu Padre, Jardin de Otoño.
Per il piccolo schermo ha partecipato a diverse telenovelas: Buenos vecinos (Telefe), Luna salvaje (Telefe), Yago, pasión Morena (Telefe), Son amores (Canal 13), Culpable de este amor (Telefe), Doble vida (América TV), Montecristo (Telefe), Cuentos de Fontanarrosa (Canal 7), Vidas robadas (Telefe), Herencia de amor (Telefe), Secretos de amor (Telefe). Diventa noto al pubblico del piccolo schermo nel 2006 con l'intensa interpretazione di Federico Solano nella telenovela di successo Montecristo ma è grazie al ruolo del villano ma fragile Dante Mansilla in Vidas robadas che viene finalmente conosciuto e apprezzato, questa superba interpretazione gli ha fruttato una nomination al premio Martín Fierro del 2009 come miglior attore non protagonista in un ruolo drammatico  e gli ha dato un'enorme fama nel suo paese soprattutto tra il pubblico femminile che l'ha eletto come uno dei nuovi galan più amati. È grazie a questo ruolo che è conosciuto e apprezzato anche dal pubblico italiano.  Dopo Vidas robadas ottiene il suo primo ruolo da protagonista in una telenovela quest'ultima si chiama: Secretos de amor in cui ritrova il collega e amico Juan Gil Navarro e Soledad Silveyra. Nel 2012 torna in tv è tra i protagonisti, insieme ad Osvaldo Laport e Gonzalo Heredia della nuova telenovela serale di Canal 13 dal titolo: Lobo.

## Vita privata
È sposato con Flor e ha due figli: Facundo di 11 anni e Violeta di 6. È molto amico del collega Juan Gil Navarro.

## Carriera

### Televisione
- Mi cuñado (1993)
- Alta comedia (1994)
- Sin condena (episodio: "Malvinas Argentinas") (1994)
- Buenos vecinos (1999)
- Por ese palpitar (2000)
- Luna salvaje (2000)
- 22, el loco (2001)
- Yago, pasión morena (2001)
- Búsqueda (2002)
- Son amores (2002)
- Franco Buenaventura, el profe (2002)
- Batticuore (Maximo corazon) (2002)
- Malandras (2003)
- La cuestión de la dama en el Max Lange (2003)
- El funeral (2003)
- Una noche de espanto (2004)
- Culpable de este amor (2004)
- Ringtone - miniserie (2005)
- Casa abandonada (2005)
- Doble vida (2005)
- Montecristo (2006)
- Cuentos de Fontanarrosa (2007)
- Vidas robadas (2007)
- Botineras (2009)
- Herencia de amor (2009-2010)
- Secretos de amor (2010)
- Maltratadas (1 episodio) (2011)
- Historias de la primera vez (1 episodio) (2011)
- Tiempo de pensar (2011)
- Lobo - telenovela (2012)
- La Defensora - miniserie (13 episodi) (2012)
- Camino al amor (2014)

### Cinema
- Proyecto 48 (2003)
- Ay, Juancito  (2004)
- Hermanas  (2004)
- El amor y la ciudad (2004)
- Solos (2005)
- Simpatía casi amor (2006)
- Ciudad en celo (2007)
- Que parezca un accidente (2007)
- La revolución es un sueño eterno (2007)
- El cine de Maite (2007)
- Las viudas de los jueves (2009)
- El derrotado (2009)
- El secreto de Lucía (2011)
- Medianeras - Innamorarsi a Buenos Aires (Medianeras), regia di Gustavo Taretto (2011)
- La patria equivocada (2011)

### Teatro
- Match de improvisaciones (1992-1993)
- Somos así (1995)
- El silencio (1996)
- Historias exageradas (1997-1998)
- La parte (1998)
- Grupo de trabajo y experimentación teatral (1999-2001)
- Incompletos (2001)
- La Pecera (2001-2002)
- Por tu padre (2010)[3]

## Premi e candidature
- Premio Martín Fierro 2009
  - Candidatura come Miglior attore non protagonista in un ruolo drammatico Vidas robadas